# Maika Alex
Maika Alex (* 8. November  1968) ist eine ehemalige deutsche Fußballspielerin.

## Leben
Maika Alex spielte bis 1990 für SG Handwerk Magdeburg in der Staffel Nord bei der DDR-Bestenermittlung. Die ehemalige Schwimmerin spielte den größten Teil ihrer Karriere im offensiven Mittelfeld. Gegen Robotron Leipzig schoss sie noch ein Tor zum zwischenzeitlichen 1:0. Später spielte sie erfolgreich wegen Personalproblemen auch als Torfrau.
Nach der politischen Wende wechselte sie mit der Mannschaft zum SV Fortuna Magdeburg. Sie stand 1990 als Torhüterin im Kader für das einzige Länderspiel der DDR-Frauenfussballnationalmannschaft gegen die ČSSR. Von 2000 bis 2004 spielte sie für den SV 1889 Altenweddingen und anschließend wieder für den Magdeburger FFC in der Regionalliga. 2007 beendete sie ihre Karriere. Im August 2007 hatte sie noch in der ersten Runde des DFB-Pokals beim 1:6 gegen die SG Wattenscheid im Tor gestanden.